# A World Without Love
A World Without Love är en låt komponerad av Paul McCartney (men som brukligt krediterad Lennon–McCartney) och lanserad av popduon Peter and Gordon som deras debutsingel 1964. McCartney tyckte inte låten var något för The Beatles att spela in och erbjöd den först till Billy J Kramer som tackade nej. Han gav den då till Peter and Gordon, då Peters syster Jane Asher sällskapade med McCartney vid tidpunkten. Låten blev en stor framgång och låg singeletta både i USA och Storbritannien. Skivan producerades av Norman Newell.
The Beatles spelade aldrig in någon egen version av låten, men en demo med McCartney existerar.
Låten finns med på Rock and Roll Hall of Fames lista "500 låtar som skapade rock'n'roll".

## Listplaceringar
| Lista (1964)   | Position         |
| -------------- | ---------------- |
| Finland        | 21               |
| Irland         | 1                |
| Kanada         | 2 (RPM)          |
| Norge          | 8 (VG-lista)     |
| Storbritannien | 1                |
| Sverige        | 5 (Kvällstoppen) |
| Sverige        | 2 (Tio i topp)   |
| USA            | 1                |